# Зимске олимпијске игре 2018.
XXIII Зимске олимпијске игре (кореј. 제23회 동계 올림픽) одржане су у Пјонгчангу, Јужна Кореја, од 9. до 25. фебруара 2018. године. Град домаћин изабран је 6. јула 2011. на 123. седници МОК-а у Дурбану, у Јужноафричкој Републици. Ово су биле прве Зимске и друге Олимпијске игре након тридесет година чији је домаћин Јужна Кореја.
Одржано је 102 такмичења у 7 спортова, тј. 15 дисциплина. Први пут су на програму била следећа такмичења: биг ер-у у сноубордингу, масовни старт у брзом клизању, мешовити парови у керлингу и екипно надметање у алпском скијању.
На играма је учествовало 2,952 спортиста из 92 земље што ове игре чини најмасовнијим до сада, и по броју земаља учесница и по броју спортиста.
На церемонији отварања заједно су дефиловали спортисти Јужне и Северне Кореје под заставом уједињене Кореје, а спортисткиње из ове две земље такмичиле су се у хокеју на леду у заједничкој репрезентацији. Руским спортистима забрањено је да се такмиче под својом заставом и грбом због сумње на систематски допинг. Њихов број је такође ограничен због суспензије Међународног олимпијског комитета те су они наступали под олимпијском заставом и именом Олимпијски спортисти из Русије.

## Избор града домаћина
Пјонгчанг, град домаћин је изабран 6. јула 2011. на 123. седници МОК-а одржаној у Дурбану победивши већ у првој рунди гласања са већим бројем гласова од збира гласова друга два кандидата, Ансија, (Француска) и Минхена, (Немачка).
Пјонгчанг је добио ЗОИ из трећег покушаја, а претходно је изгубио од Ванкувера, (Канада) 2010. и Сочија, (Русија) 2014.
Јужнокорејски град трећи је азијски град домаћин ЗОИ након Сапора 1972. и Нагана 1988, оба у Јапану.
| Резултати гласања | Резултати гласања | Резултати гласања |
| Град              | Држава            | Број гласова      |
| ----------------- | ----------------- | ----------------- |
| Пјонгчанг         | Јужна Кореја      | 63                |
| Минхен            | Немачка           | 25                |
| Анси              | Француска         | 7                 |

## Организација
5. августа 2011, Међународни олимпијски комитет (МОК) најавио је формирање Координационе комисије Пјонгчанг 2018. Дана 4. октобра 2011. најављено је да ће Организационим одбором за Зимске олимпијске игре 2018. руководити Ким Јин-сун. У јуну 2012. године почела је изградња на железничкој линији за велике брзине која ће повезати Пјонгчанг и Сеул.
Амблем за игре је представљен 3. маја 2013. године. То је стилизовани приказ хангул слова ㅍ и ㅊ, што су почетни звуци 평창, Пјонгчанг. Осим тога, каже се да леви симбол представља корејску филозофску тријаду; неба, земље и човечности (корејски: 천지인), а десни симбол кристал леда.
Званичне маскоте за игре, Сухоран (수 호랑), бели тигар и Пандаби (반 다비), азијски црни медвед, представљени су 2. јуна 2016. године.
Званични пиктограми за спортове и дисциплине откривени су у јануару 2017. године и дизајнирани су користећи корејску абецеду као инспирацију.
21. септембра 2017, у главном граду Републике Кореје представљене су медаље. На предњој страни медаља су дијагоналне линије, симболизујући историју Олимпијаде и одлучност спортиста. На супротној страни су спортске дисциплине. Траке за медаље креиране су користећи традиционалне корејске тканине.
Процењује се да је 12,9 милијарди америчких долара утрошено за трошкове игара.

### Спортска борилишта

#### Алпензија
- Олимпијски стадион Пјонгчанг – церемоније отварања и затварања[12]
- Комплекс за скијашке скокове Алпензија – скијашки скокови, нордијска комбинација, сноубординг (биг ер)
- Центар за биатлон Алепнзија – биатлон
- Центар за скијашко трчање Алпензија – скијашко трчање, нордијска комбинација
- Санкашки центар Алпензија – боб, санкање и скелетон
- Олимпијско село
- Јонгпјанг алпски центар – алпско скијање (слалом, велеслалом)

#### Издвојена борилишта
- Бокванг финикс парк – слободно скијање и сноубординг
- Чонгсан алпски центар – алпско скијање (алпска комбинација, спуст и супервелеслалом)

#### Кангнеунг
- Хокејашки центар Кангнунг – хокеј на леду (мушки турнир)
- Керлин центар Кангнунг – керлинг
- Кангнунг овал[12] – брзо клизање
- Ледена дворана Кангнунг – брзо клизање на кратким стазама и уметничко клизање

Такмичење у хокеју на леду за жене одвијаће се у издвојеном борилишту, дворани Универзитета Квандон:
- Спортска дворана Универзитета Квандонг – хокеј на леду (женски турнир)

### Олимпијска бакља
Пут олимпијске бакље започео је 24. октобра 2017. године када је олимпијски пламен традиционално запаљен у Грчкој, а завршен је 9. фебруара 2018. паљењем пламена на олимпијском стадиону за време церемоније отварања. Први носилац је грчки скијаш Апостолос Ангелис, а затим је бакљу прихватио познати јужнокорејски фудбалер Пак Џи Сонг. Дана 1. новембра 2017. бакља је ушла у Јужну Кореју. Бакља је путовала 101 дан 2018 километара кроз 17 градова и провинција земље домаћина. У ношењу олимпијске бакље учествовало је 7500 људи.

## Игре

### Свечана церемонија отварања
Свечано отварање ЗОИ 2018. одржано је церемонијом „Мир у покрету" на Олимпијском стадиону у Пјонгчангу 9. фебруара 2018. Објекат од 100 милиона долара користиће се само за церемоније олимпијских и параолимпијских игара, а након тога биће демонтиран. Игре је отворио корејски председник Мун Џае Ин. Спортисти Јужне и Северне Кореје заједно су изашли за време дефилеа нација под заставом корејског полуострва коју је заједнички носио по један спортиста из обе земље. Олимпијски пламен запалила је клизачица и олимпијска победница, Јуна Ким.

### Земље учеснице
Спортисти 95 земаља квалификовали су бар једног спортисту, али је 92 њих одлучило да учествује. Комитети Доминике, Кајманских Острва и Перуа нису послали своје спортисте. На играма први пут учествују спортисти из Еквадора, Еритреје, Малезије, Нигерије, Сингапура и Косова.
Поред 92 земље под заједничком заставом уједињене Кореје учествује женска хокејашка репрезентација састављена од играчица из Јужне и Северне Кореје.
Спортисти из Руске Федерације такмиче се под именом Олимпијски спортисти из Русије услед суспензије Олимпијског комитета Русије 5. децембра 2017. због сумње на систематски допинг. Спортисти се такмиче под олимпијском заставом и олимпијском химном.
| Учесници по Националним олимпијским комитетима | Учесници по Националним олимпијским комитетима |
| --- | ---------------------------------------------- |
| - Азербејџан (1) - Албанија (2) - Андора (5) - Аргентина (7) - Аустралија (51) - Аустрија (105) - Белгија (22) - Белорусија (33) - Бермуди (1) - Боливија (2) - Босна и Херцеговина (4) - Бразил (9) - Бугарска (21) - Гана (1) - Грузија (4) - Грчка (4) - Данска (17) - Еквадор (1) - Еритреја (1) - Естонија (22) - Израел (10) - Индија (2) - Иран (4) - Ирска (5) - Исланд (5) - Источни Тимор (1) - Италија (122) - Јамајка (3) - Јапан (124) - Јерменија (3) - Јужна Кореја (122) - Јужноафричка Република (1) - Казахстан (46) - Канада (226) - Кенија (1) - Кина (81) - Кинески Тајпеј (4) - Кипар (1) - Киргистан (2) - Колумбија (4) - Кореја (35) - Република Косово (1) - Летонија (34) - Либан (3) - Литванија (9) - Лихтенштајн (3) - Луксембург (1) - Мадагаскар (1) - Мађарска (19) - Република Македонија (3) - Малезија (2) - Малта (1) - Мароко (2) - Мексико (4) - Молдавија (2) - Монако (3) - Монголија (2) - Немачка (156) - Нигерија (3) - Нови Зеланд (21) - Норвешка (109) - Пакистан (2) - Пољска (62) - Порторико (1) - Португалија (2) - Румунија (27) - Олимпијски спортисти из Русије (168) - Сан Марино (1) - Северна Кореја (10) - Сингапур (1) - Сједињене Америчке Државе (242) - Словачка (56) - Словенија (71) - Србија (4) - Тајланд (4) - Того (1) - Тонга (1) - Турска (8) - Узбекистан (2) - Уједињено Краљевство (59) - Украјина (33) - Филипини (2) - Финска (106) - Француска (107) - Холандија (33) - Хонгконг (1) - Хрватска (19) - Црна Гора (3) - Чешка (95) - Чиле (7) - Швајцарска (169) - Шведска (116) - Шпанија (13) |                                                |

| Први пут учествују на ЗОИ                                              | Такмичили се 2014. али не учествују 2018. | Такмиче се 2018, а није их било 2014. |
| ---------------------------------------------------------------------- | --- | --- |
| Еквадор · Еритреја · Република Косово · Малезија · Нигерија · Сингапур | Америчка Девичанска Острва · Британска Девичанска Острва · Венецуела · Доминика · Зимбабве · Кајманска Острва · Непал · Парагвај · Перу · Русија · Таџикистан | Боливија · Гана · Јужноафричка Република · Кенија · Колумбија · Кореја · Мадагаскар · Порторико · Олимпијски спортисти из Русије · Северна Кореја |

### Спортови
Петнаест спортова је на програму Зимских олимпијских игара 2018. и 102 дисциплине. Игре 2018. су прве игре на којима ће бити додељено више од 100 пакета медаља. Нове дисциплине на програму су масовни старт у брзом клизању, мешовити парови у керлингу, екипно надметање у алпском скијању, а паралелни слалом у сноубордингу замењен је биг ер-ом.
Такмичење је ускраћено за учешће хокејаша који се такмиче у Националној хокејашкој лиги и свим репрезентацијама је забрањено да позову хокејаше из ове лиге за свој тим. Руководство НХЛ-а је захтевало да МОК плати осигурање за играче, али МОК је то одбио да уради плашећи се да би и други спортови могли да затраже исто.
Списак свих спортова на ЗОИ 2018: (у загради је број дисциплина по поједином спорту):
- Алпско скијање (11)
- Биатлон (11)
- Боб (3)
- Брзо клизање (14)
- Брзо клизање на кратким стазама (8)

- Керлинг (3)
- Нордијска комбинација (3)
- Санкање (4)
- Скелетон (2)
- Скијашки скокови (4)

- Скијашко трчање (12)
- Слободно скијање (10)
- Сноубординг (10)
- Уметничко клизање (5)
- Хокеј на леду (2)

#### Распоред такмичења
| СЦО | Свечана церемонија отварања | ● | Такмичарски дани | 1 | Број финала | ГЕ | Гала егзибиција | СЦЗ | Свечана церемонија затварања |

| фебруар                   | фебруар                   | 8. Чет | 9. Пет | 10. Суб | 11. Нед | 12. Пон | 13. Уто | 14. Сре | 15. Чет | 16. Пет | 17. Суб | 18. Нед | 19. Пон | 20. Уто | 21. Сре | 22. Чет | 23. Пет | 24. Суб | 25. Нед | Дисц. |
| ------------------------- | ------------------------- | ------ | ------ | ------- | ------- | ------- | ------- | ------- | ------- | ------- | ------- | ------- | ------- | ------- | ------- | ------- | ------- | ------- | ------- | ----- |
| Свечане церемоније        | Свечане церемоније        |        | СЦО    |         |         |         |         |         |         |         |         |         |         |         |         |         |         |         | СЦЗ     |       |
| Алпско скијање            | Алпско скијање            |        |        |         | 1       | 1       | 1       | 1       | 1       |         | 1       | 1       |         |         | 1       | 1       | 1       | 1       |         | 11    |
| Биатлон                   | Биатлон                   |        |        | 1       | 1       | 2       |         | 1       | 1       |         | 1       | 1       |         | 1       |         | 1       | 1       |         |         | 11    |
| Боб                       | Боб                       |        |        |         |         |         |         |         |         |         |         | ●       | 1       | ●       | 1       |         |         | ●       | 1       | 3     |
| Брзо клизање              | Брзо клизање              |        |        | 1       | 1       | 1       | 1       | 1       | 1       | 1       |         | 1       | 1       |         | 2       |         | 1       | 2       |         | 14    |
| Брзо клизање кратке стазе | Брзо клизање кратке стазе |        |        | 1       |         |         | 1       |         |         |         | 2       |         |         | 1       |         | 3       |         |         |         | 8     |
| Керлинг                   | Керлинг                   | ●      | ●      | ●       | ●       | ●       | 1       | ●       | ●       | ●       | ●       | ●       | ●       | ●       | ●       | ●       | ●       | 1       | 1       | 3     |
| Нордијска комбинација     | Нордијска комбинација     |        |        |         |         |         |         | 1       |         |         |         |         |         | 1       |         | 1       |         |         |         | 3     |
| Санкање                   | Санкање                   |        |        | ●       | 1       | ●       | 1       | 1       | 1       |         |         |         |         |         |         |         |         |         |         | 4     |
| Скелетон                  | Скелетон                  |        |        |         |         |         |         |         | ●       | 1       | 1       |         |         |         |         |         |         |         |         | 2     |
| Скијашки скокови          | Скијашки скокови          | ●      |        | 1       |         | 1       |         |         |         | ●       | 1       |         | 1       |         |         |         |         |         |         | 4     |
| Скијашко трчање           | Скијашко трчање           |        |        | 1       | 1       |         | 2       |         | 1       | 1       | 1       | 1       |         |         | 2       |         |         | 1       | 1       | 12    |
| Слободно скијање          | Слободно скијање          |        | ●      |         | 1       | 1       |         |         | ●       | 1       | 1       | 2       | ●       | 1       | 1       | 1       | 1       |         |         | 10    |
| Сноубординг               | Сноубординг               |        |        | ●       | 1       | 1       | 1       | 1       | 1       | 1       |         |         | ●       |         | ●       | ●       | 1       | 3       |         | 10    |
| Уметничко клизање         | Уметничко клизање         |        | ●      |         | ●       | 1       |         | ●       | 1       | ●       | 1       |         | ●       | 1       | ●       |         | 1       |         | ГЕ      | 5     |
| Хокеј на леду             | Хокеј на леду             |        |        | ●       | ●       | ●       | ●       | ●       | ●       | ●       | ●       | ●       | ●       | ●       | ●       | 1       | ●       | ●       | 1       | 2     |
| Укупно дисциплина         | Укупно дисциплина         |        |        | 5       | 7       | 8       | 8       | 6       | 7       | 5       | 9       | 6       | 3       | 5       | 7       | 8       | 6       | 8       | 4       | 102   |
| Растућа сума              | Растућа сума              |        |        | 5       | 12      | 20      | 28      | 34      | 41      | 46      | 55      | 61      | 64      | 69      | 76      | 84      | 90      | 98      | 102     |       |
| фебруар                   | фебруар                   | 8. Чет | 9. Пет | 10. Суб | 11. Нед | 12. Пон | 13. Уто | 14. Сре | 15. Чет | 16. Пет | 17. Суб | 18. Нед | 19. Пон | 20. Уто | 21. Сре | 22. Чет | 23. Пет | 24. Суб | 25. Нед | Дисц. |

### Биланс медаља
Тридесет држава освојило је медаље што је нови рекорд по броју држава, освајача медаља на једним ЗОИ. Највише медаља освојили су спортисти Норвешке, тридесет девет, што је такође нови рекорд по броју медаља неке државе на једним ЗОИ. У скијашком трчању, у трци 15 км слободно за жене додељене су две бронзане медаље. Две златне медаље додељене су у бобу двоседу за мушкарце, а две сребрне у бобу четвороседу за мушкарце. Спортисти Мађарске освојили су прву златну медаљу на ЗОИ, и прву медаљу након 38 година, док су медаље освојили и Лихтенштајн након тридесет година, Нови Зеланд и Шпанија након 26 година и Белгија након 20 година.
| Ранг        | Држава                         | Злато | Сребро | Бронза | Укупно |
| 1           | Норвешка                       | 14    | 14     | 11     | 39     |
| 2           | Немачка                        | 14    | 10     | 7      | 31     |
| 3           | Канада                         | 11    | 8      | 10     | 29     |
| 4           | Сједињене Америчке Државе      | 9     | 8      | 6      | 23     |
| 5           | Холандија                      | 8     | 6      | 6      | 20     |
| 6           | Шведска                        | 7     | 6      | 1      | 14     |
| 7           | Јужна Кореја*                  | 5     | 8      | 4      | 17     |
| 8           | Швајцарска                     | 5     | 6      | 4      | 15     |
| 9           | Француска                      | 5     | 4      | 6      | 15     |
| 10          | Аустрија                       | 5     | 3      | 6      | 14     |
| 11          | Јапан                          | 4     | 5      | 4      | 13     |
| 12          | Италија                        | 3     | 2      | 5      | 10     |
| 13          | Олимпијски спортисти из Русије | 2     | 6      | 9      | 17     |
| 14          | Чешка                          | 2     | 2      | 3      | 7      |
| 15          | Белорусија                     | 2     | 1      | 0      | 3      |
| 16          | Кина                           | 1     | 6      | 2      | 9      |
| 17          | Словачка                       | 1     | 2      | 0      | 3      |
| 18          | Финска                         | 1     | 1      | 4      | 6      |
| 19          | Уједињено Краљевство           | 1     | 0      | 4      | 5      |
| 20          | Пољска                         | 1     | 0      | 1      | 2      |
| 21          | Мађарска                       | 1     | 0      | 0      | 1      |
| 21          | Украјина                       | 1     | 0      | 0      | 1      |
| 23          | Аустралија                     | 0     | 2      | 1      | 3      |
| 24          | Словенија                      | 0     | 1      | 1      | 2      |
| 25          | Белгија                        | 0     | 1      | 0      | 1      |
| 26          | Нови Зеланд                    | 0     | 0      | 2      | 2      |
| 26          | Шпанија                        | 0     | 0      | 2      | 2      |
| 28          | Казахстан                      | 0     | 0      | 1      | 1      |
| 28          | Летонија                       | 0     | 0      | 1      | 1      |
| 28          | Лихтенштајн                    | 0     | 0      | 1      | 1      |
| Укупно (30) | Укупно (30)                    | 103   | 102    | 102    | 307    |

  *   Земља домаћин

### Свечана церемонија затварања
Свечано затварање ЗОИ 2018. одржано је на Олимпијском стадиону у Пјонгчангу 25. фебруар 2018. Председник МОК-а, Томас Бах игре је прогласио затвореним, а олимпијски пламен је угашен.